# Seborin

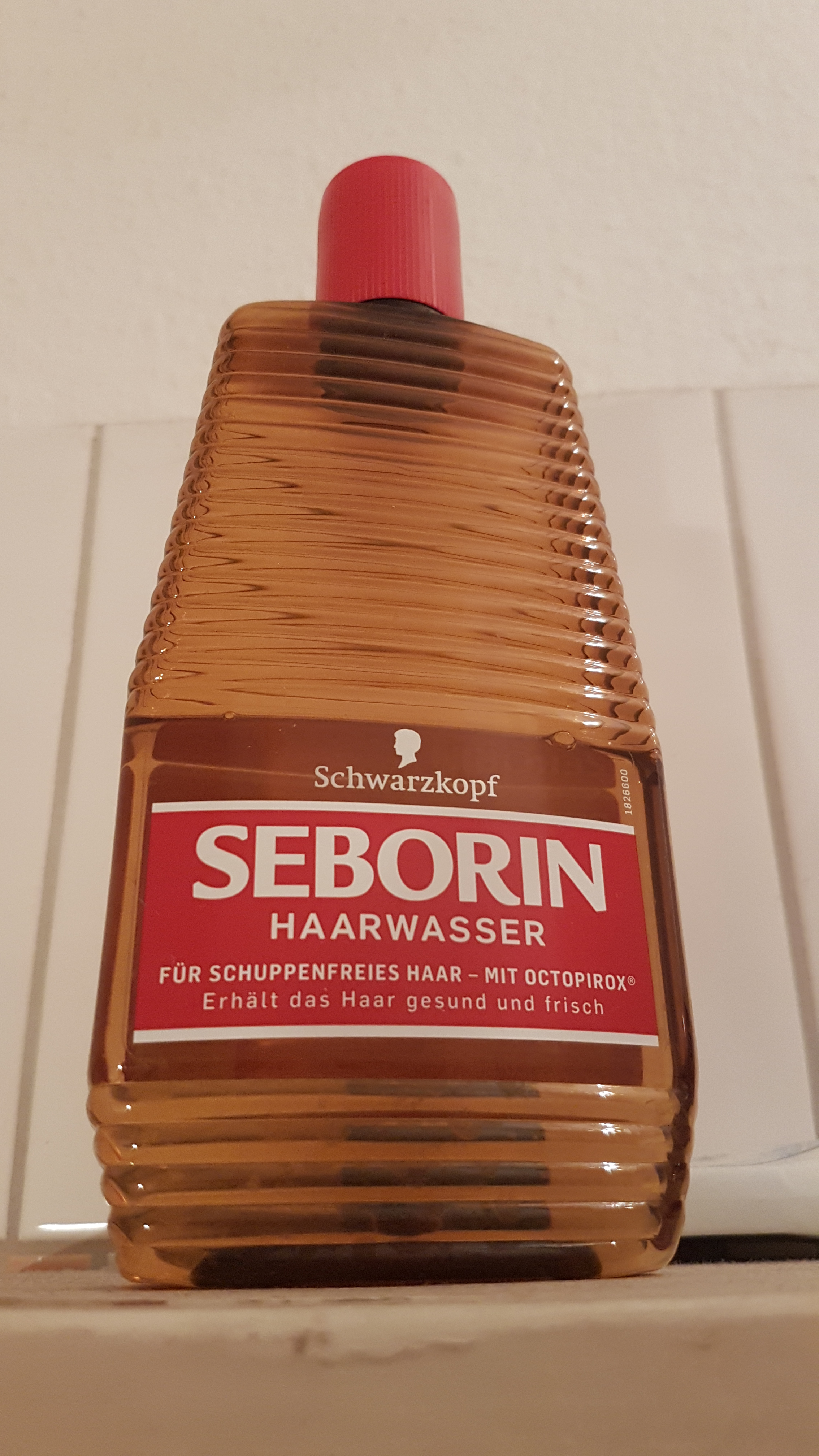
Seborin Haarwasser

Seborin ist eine Marke im Henkel-Konzern, die unter Schwarzkopf vertrieben wird. Seborin war ursprünglich nur ein Haarwasser. In über 70 Jahren Produktentwicklung wurde es zum Oberbegriff für eine Haarpflege-Produktserie.
Im Jahr 1934 wurde Seborin „als neues, wirksames biologisches Haarwasser zur Gesunderhaltung der Kopfhaut im Kampf gegen Schuppen“ (Original-Werbetext von 1934) in Form einer braunen geriffelten Flasche eingeführt. Der Name Seborin ist eine Zusammensetzung aus den Begriffen Seborrhoe (Talgdrüsenerkrankung) und Medizin. Ursprünglich wurde Seborin nur in Apotheken verkauft.
Anfangs durfte Seborin nur vom Friseur verwendet werden und war nicht frei käuflich. Später wurde dieses Produkt in Apotheken gehandelt. Nach einem Absatzrückgang in den Jahren bis 1990 ist seitdem wieder ein Ansteigen der Verkaufszahlen zu verzeichnen.
Seborin enthält seit 1979 den Wirkstoff Pirocton-Olamin, dieser ist unter dem Markennamen Octopirox bekannt, dieser wird jedoch nicht mehr namentlich erwähnt. Seborin-Shampoos, die in den 1970er Jahren auf dem Markt eingeführt wurden, enthalten ebenfalls diesen Wirkstoff. 1996 wurde die Seborin-Produktreihe durch Seborin Aktiv Haarwasser erweitert. Dieses enthält Ingwer-Extrakt, das die Durchblutung der Kopfhaut fördern soll, sowie das Pro-Vitamin B5 (eigentlich Pantothensäure), welches Reizungen lindert. Im Jahre 2006 ist das Koffein Energie Shampoo zur Produktserie Seborin hinzugekommen.